# James Brookes Knight
James Brookes Knight (* 14. Juli 1888 in St. Louis, Missouri; † 21. März 1960 in Sarasota, Florida) war ein US-amerikanischer Paläontologe.

## Leben
Brookes Knight studierte an der Princeton University Geologie mit dem Bachelor-Abschluss 1911, kehrte dann nach St. Louis zurück um im Familienbetrieb (Finanzbranche) zu arbeiten, wobei er nebenbei Fossilien sammelte, die die Grundlage seiner Master-Arbeit 1928 an der University of Kansas bildeten (über Ostracoden aus dem Pennsylvanium  bei St. Louis). 1931 wurde er an der Yale University promoviert. Danach war er dort zwei Jahre am Peabody Museum of Natural History als Sterling Senior Fellow und  wurde 1933 Assistant Professor für Geologie am Occidental College in Kalifornien. 1934/35 studierte er mit einem Penrose Grant der Geological Society of America paläozoische Gastropoden an europäischen Museen und war ab 1936 Lecturer und Kurator für paläozoische Wirbellosen-Fossilien in Princeton. In den 1930er Jahren war er an mehreren Kampagnen des US Geological Survey unter Philip B. King zu Ausgrabungen im Perm von Texas beteiligt. Ab 1945 war er Research Associate in Paläontologie am National Museum of Natural History, was er bis zu seiner Pensionierung 1956 blieb. Er bearbeitete dort die paläozoischen Gastropoden.
Er war am Gastropoden-Band des Treatise on Invertebrate Paleontology beteiligt und an dem Abschnitt paläozoische Gastropoden von Index Fossils of North America (1944).
1946 war er Präsident der Paleontological Society.